# Euploea abjecta
Euploea abjecta är en fjärilsart som beskrevs av Butler 1866. Euploea abjecta ingår i släktet Euploea och familjen praktfjärilar. Inga underarter finns listade i Catalogue of Life.